# EGL (lenguaje de programación)
EGL (Enterprise Generation Language), desarrollado originalmente por IBM y ahora disponible como EDT (EGL Development Tools). El proyecto abierto bajo la Licencia Pública Eclipse (EPL) es una tecnología de programación diseñada para enfrentar los desafíos del desarrollo de aplicaciones modernas y multiplataforma al proporcionar un lenguaje y un modelo de programación comunes en todos los idiomas, marcos y plataformas de tiempo de ejecución. El lenguaje toma conceptos familiares para cualquiera que use lenguajes de tipo estático como Java, COBOL, C, etc. Sin embargo, toma el concepto de estereotipo de Lenguaje de Modelado Unificado (UML) que no se encuentra normalmente en los lenguajes de programación estáticos.
En pocas palabras, EGL es un lenguaje de desarrollo de aplicaciones universal de nivel superior.
EGL es similar en sintaxis a otros lenguajes comunes, por lo que los desarrolladores de aplicaciones pueden aprenderlo con antecedentes de programación similares. Las abstracciones de desarrollo de aplicaciones de EGL protegen a los programadores de las interfaces técnicas de los sistemas y el middleware, lo que les permite centrarse en desarrollar la funcionalidad empresarial. compilado en código COBOL, Java o Javascript para admitir la implementación de aplicaciones empresariales que pueden ejecutarse en cualquiera de los siguientes entornos:
- Plataformas con una  máquina virtual Java, como Microsoft Windows, Linux, y UNIX, por ejemplo, en el contexto de un contenedor de servlets Java EE  (IBM WebSphere Servidor de Aplicación, apache Tomcat, GlassFish)
- IBM System z: CICS Transacción Server, IMS, z/OS Batch, UNIX System server, WebSphere Application Server, z/VSE, Linux
- IBM System i: IBM i5/OS, IBM WebSphere Application Server, apache Tomcat,Integrated Web Application Server for i
- Navegador  web compatibles con Javascript, como Internet Explorer, Firefox, y Safari, para aplicaciones web ricas en Ajax

## Ejemplos de código

### Programa
Una parte del programa EGL es una parte lógica generable con un punto de entrada. Cada parte del programa contiene una función main (), que representa la lógica que se ejecuta en el inicio del programa. Un programa puede incluir otras funciones y puede acceder a funciones que están fuera del programa. La función main () puede invocar esas otras funciones. Las funciones del programa están compuestas por un conjunto de sentencias, variables y constantes de EGL.
```
Program
 
HelloWorld

	
const
 
GREETING
 
string
 
=
 
"
Hello
,
 
"
;

    

	
function
 
main
()

		
myName
 
string
 
=
 
"
John
"
;

		
sayHello
(
myName
)
;

	
end

	
function
 
sayHello
(
name
 
String
 
in
)

		
SysLib
.
writeStdOut
(
GREETING
 
+
 
name
 
+
 
"!"
)
;

	
end

end

```

### Grabar
Una parte de registro EGL define un conjunto de elementos de datos. En este ejemplo, un registro con el nombre CustomerRecord se define con 6 campos.
```
Record
 
CustomerRecord
 
type
 
BasicRecord

	
customerNumber
 
INT
;
            

	
customerName
 
STRING
;

	
customerAddr1
 
STRING
;

	
customerAddr2
 
STRING
;

	
customerAddr3
 
STRING
;

	
customerBalance
 
MONEY
;

end

```

EGL tiene un tipo de registro especializado llamado SQLRecord que se utiliza para intercambiar datos con una base de datos relacional.
```
record Employee type sqlRecord { tableNames =[["Employee"]], keyItems =[EMPNO]}
    EMPNUMBER string{ column = "EMPNO", maxLen = 6};
    FIRSTNME string{ sqlVariableLen = yes, maxLen = 12};
    MIDINIT string{ isSqlNullable = yes, maxLen = 1};
    LASTNAME string{ sqlVariableLen = yes, maxLen = 15};
    DEPT string{ column = "WORKDEPT", isSqlNullable = yes, maxLen = 3};
    PHONENO string{ isSqlNullable = yes, maxLen = 4};
    HIREDATE date{ isSqlNullable = yes};
end

```

- En este ejemplo, el registro Empleado está vinculado a una tabla (o vista) denominada Empleado.

### Servicio
Una parte del Servicio EGL contiene funciones públicas destinadas a ser accedidas desde otras aplicaciones o sistemas. En este ejemplo, se define un servicio con dos funciones.
```
package
 
com
.
mycompany
.
services
;

service
 
EmployeeService

    
function
 
getEmployees
()
 
returns
(
Employee
[])

        
records
 
Employee
[
0
]
;
 
// define an empty array of records

        
get
 
records
;
 
// retrieve records from the database

        
return
 
(
records
)
;
 
// return the records       

    
end

    

    
function
 
addEmployee
(
emp
 
Employee
 
in
)
 
returns
 
(
boolean
)

    	
try

    		
add
 
remp
;

    		
return
 
(
true
)
;

    	
onException
 
(
ex
 
AnyException
)

    		
return
 
(
false
)
;

    	
end

    
end

end

```

- En EGL, el código está organizado en paquetes (como Java (lenguaje de programación))
- La primera función, getEmployees, devuelve una matriz de registros completados a partir de los registros en una base de datos.
- La segunda función, addEmployee agrega un nuevo registro a la base de datos y devuelve un verdadero o falso dependiendo de si el registro se agregó correctamente.

### RUIHandler
El componente principal de una aplicación de IU enriquecida es una parte del controlador de IU enriquecida. Estas partes se generan en JavaScript.
```
package
 
com
.
mycompany
.
ui
;

import
 
com
.
mycompany
.
services
.
Employee
;

import
 
com
.
mycompany
.
services
.
EmployeeService
;

import
 
dojo
.
widgets
.
DojoGrid
;

import
 
dojo
.
widgets
.
DojoGridColumn
;

handler
 
EmployeeView
 
type
 
RUIhandler
 
{
 
initialUI
 
=
 
[
 
grid
 
],
 

                                       
onConstructionFunction
 
=
 
start
,
 

                                       
cssFile
 
=
 
"main.css"
 
}

    
grid
 
DojoGrid
 
{
 
behaviors
 
=
 
[
 
],
 
headerBehaviors
 
=
 
[
 
],
 
columns
 
=
 
[

                    
new
 
DojoGridColumn
 
{
 
displayName
 
=
 
"First Name"
,
 
name
 
=
 
"FIRSTNAME"
 
},

                    
new
 
DojoGridColumn
 
{
 
displayName
 
=
 
"Last Name"
,
 
name
 
=
 
"LASTNAME"
 
},

                    
new
 
DojoGridColumn
 
{
 
displayName
 
=
 
"Salary"
,
 
name
 
=
 
"SALARY"
 
}

            
]
 
};

    
function
 
start
()

        
svc
 
EmployeeService
 
{
 
};

        
call
 
svc
.
getEmployees
 
()
 
returning
 
to
 
displayEmployees
;

    
end

    
function
 
displayEmployees
(
retResult
 
Employee
 
[
 
]
 
in
)

        
grid
.
data
 
=
 
retResult
 
as
 
any
 
[
 
];

    
end

    

end

```

## Web 2.0 con EGL
En diciembre de 2008, IBM introdujo una nueva tecnología, EGL Rich UI, para simplificar la creaciónAplicaciones de Internet Enriquecidas al estilo de la Web 2.0  Esta tecnología simplifica el desarrollo al ocultar al desarrollador las complejidades de Ajax, Javascript, Transferencia de Estado Representacional, y SOAP , lo que les permite centrarse en los requisitos del negocio y no en las tecnologías subdyacentes.

## Productos comerciales
Las herramientas de programación de EGL están disponibles como un producto comercial basado en Eclipse, el Rational Business Developer y también en la edición EGL de Rational Developer for System z.
EGL es un idioma de destino para la modernización de aplicaciones heredadas debido a la afinidad de la semántica del lenguaje con los lenguajes de procedimiento y el Lenguaje de programación de cuarta generación:
- Un conjunto de herramientas de conversión disponibles disponibles dentro del producto de Desarrollador Empresarial Racional proporciona la conversión automatizada de lenguajes de IBM e Informix de Lenguaje de programación de cuarta generación más antiguo y estabilizado.
- un conjunto de ofertas de servicios de IBM y productos complementarios (Rational Migration Extension for Natural, Rational Migration Extension para System i, Rational Migration Extension para CA-products) ofrece la capacidad de convertir de Software AG Natural, IBM RPG, CA Fresco:Gen y CA Ideal/Datacom a EGL

Las herramientas para buscar grandes bases de código EGL, comparar los archivos individuales de EGL para detectar cambios y detectar códigos duplicados están disponibles en Semantic Designs